# La Selva del Camp (kommun)
La Selva del Camp är en kommun i Spanien.   Den ligger i provinsen Província de Tarragona och regionen Katalonien, i den östra delen av landet, 400 km öster om huvudstaden Madrid. Antalet invånare är 5 619. Arean är 35 kvadratkilometer. La Selva del Camp gränsar till Alcover, Perafort, Almoster, El Morell, Constantí, Vilallonga del Camp, L'Albiol, Reus och L'Aleixar. 
Terrängen i La Selva del Camp är kuperad åt nordväst, men åt sydost är den platt.